# 日下部基栄
日下部 基栄（くさかべ きえ、1978年10月11日 - ）は、福岡県福岡市出身の日本の元柔道選手。現役時代は福岡県警察所属で大外刈などのパワフルな技を得意とし、シドニー五輪（柔道女子57 kg級）の銅メダルを獲得。のちに福岡大学女子柔道部の監督を務める。身長160 cm。

## 来歴
日下部の父親は機動隊に所属する警察官で、子供の頃にネフローゼ症候群で幼稚園も殆ど行けず入退院を繰り返していた。小学校1年生の時に兄の通う東福岡柔道教室を見学し、そこで3歳年上の小さな女子が男子を引きずり回して圧倒するのに感動し、日下部も自ら柔道を始める。なお、この少女は後に世界選手権を6連覇する田村亮子であった。
日下部は柔道を始めて半年後には初めて出た大会でいきなり優勝。また柔道を始めてから、いつのまにか腎臓病が治ったという。 
道場主の稲田明からは道場内の厳しい稽古は勿論の事、道場外でも「トイレでは握力を鍛えろ」「電車ではつり革に掴らず爪先で立て」という厳しい指導を受けた。生来より力の強かった日下部は小学4年生の時には団体戦でも男子に混じって試合に出ていたという。九州大会では当時既に将来を嘱望されていた井上康生と引き分けたほか、内柴正人に勝利した事もあった。
また、小学6年生の時に先輩の田村が福岡国際大会（のちのグランドスラム・東京）で優勝した時には、応援団長として観客席から観戦していた。
市立東住吉中学に進学すると、全国中学校大会で1991年から93年まで3連覇を果たす。男女合わせても史上初であり、2017年現在唯一の記録となっている。
中学卒業に際し全中3連覇の日下部には遠く関東の高校からもオファーが来たが、日下部は福岡工業大学附属高校（のちの福岡工業大学附属城東高校）へ進んで柔道部部長の園田義男に師事した。入学当初は思春期等も重なり、柔道への情熱を失っていって試合で負けがかさむ時期もあったが、カイロで開催される世界ジュニア選手権の国内予選で優勝し、ジュニアながら初の日本代表に。
大会では5位という結果であったが「心の底から五輪や世界選手権に出場したいと思った」と日下部。その後は国内で全国高校選手権（61 kg級）を連覇し、2年後の1996年に出場したポルトの世界ジュニア選手権では見事王者に輝いたほか、シニア大会でも福岡国際大会で3位に食い込んだ。
高校卒業後は純真女子短期大学に進学。入学間もない4月の全日本選抜体重別選手権で3位に入り、6月の全日本学生体重別選手権で優勝。11月のアジア選手権では決勝で元世界チャンピオンの鄭成淑に敗れるも準優勝という成績を残し、着実に地力を付けていった。1999年春に短大を卒業し、福岡県警へ入庁した。
順調なキャリアを重ねていたが、1999年5月、全日本選抜体重別選手権の試合中に左膝の前十字靭帯断裂の重傷を負う。立ち上がれず担架で畳を下りる事になり、シドニー五輪代表選考会への出場も絶望視された。しかし、途中手術で靱帯を糸で引っ張りボタンで止める処置を受け、リハビリを続けて五輪選考会に出場。1次選考となる半年後の全国女子体重別選手権（のちの講道館杯）、2次選考となる翌2000年4月の全日本選抜体重別選手権ともに勝ち抜き代表候補に決定。女子57 kg級は日本が唯一代表権を逃していた階級であったが、日下部は同年5月のアジア選手権も制して出場枠を獲得し、9月の五輪出場が決定した。
シドニー五輪本大会では金メダルのイサベル・フェルナンデスに3回戦で敗れたはしたものの、敗者復活戦は全て一本勝ちという成績で銅メダルを獲得した。五輪後には一度引退を考えるが、「地元開催の福岡国際で金メダルを獲得したいです」と現役を続行した。同年12月および2002年に福岡国際大会で念願の優勝をしたほか、2001年のミュンヘン世界選手権で3位、2001年,02年にフランス国際大会を連覇と好成績を残した。
2003年、再び左膝の靭帯を痛め長期離脱に入った。前述の通り日下部はシドニー五輪選考会の前に仮処置を受けたが、「日本のトップを守りたい」という思いもあって五輪後も本格的な手術をしないまま試合に出ていたのが祟った。翌2004年のアテネ五輪選考会でも3位に終わるが、実績を考慮され代表候補に選ばれ、またもアジア選手権で本大会出場枠を勝ち取った。しかし、その後の膝の状態は芳しくなくアテネ五輪本大会では日本人女子柔道では唯一メダルを逃すという結果に終わった。
進退は膝の様子を見て決めるとし、五輪後に左膝を手術した。しかし長年の無理が影響して損傷状態は想像以上に悪く、2005年1月17日に現役引退を表明した。3月をもって福岡県警も退職している。引退に際し日下部は、「悔いはないです」としながらも後に雑誌『近代柔道』のインタビューで「初めて世界で戦ったのが1994年のカイロ（世界ジュニア選手権）だったので、最後も2007年のカイロ（世界選手権）で終わりたかった」と本音を漏らしていた。
2005年10月に12歳年上の会社員と結婚し、2007年1月7日に女児を出産した。地元福岡でタレント・スポーツコメンテーターとして活動。
2013年4月には福岡大学の女子柔道部監督に就任した。

## エピソード
- 2000年のシドニーオリンピックの頃から一部のインターネット上の電子掲示板で、日下部のことを「基栄タン」という愛称で親しまれ萌えキャラとして人気がある。
- 2ちゃんねるでは2000年10月に行われた毎日新聞と日経新聞の「シドニーオリンピックで感動したメダル」のネット投票で日下部を1位にしようと2ちゃんねらーによる投票の呼びかけが行われたことがある。結果、毎日では38,800票を獲得して2位、日経では333,579票を獲得して1位を記録した。
- FBS福岡放送のテレビ番組「夢空間スポーツ」「めんたいワイド」に準レギュラー出演。
  - 福岡の女性アームレスリング選手を取材した番組企画から2005年、一緒に全日本アームレスリング大会に出場し、60 kg級でいきなりレフトハンド、およびライトハンド共に準優勝を遂げる。
- 福岡市が夏季オリンピック招致運動を行った際は、招致推進の立場で様々なイベントに出席した。
- 「夢空間スポーツ」では、大分県にあるオートポリスサーキットで行われる「ママチャリレース」に“チーム夢スポ”の一員として参加しているが、2006年は参加を辞退した。その理由として番組内で妊娠したことを次のフレーズで明らかにした。「今年は“チャリ”ではなく、“ママ”のほうに参戦します。」
- 県警勤務時代、福岡県の「ドメスティック・ヴァイオレンス防止キャンペーン」の広告に登場した。

## 主要大会での成績

### オリンピック
- 2000年 シドニーオリンピック 3位（銅メダリスト）
- 2004年 アテネオリンピック 左膝靱帯の故障を押しての代表出場も、3回戦でドイツのベニシュの前に合わせ技一本負けで敗退した。敗者復活戦でもスペインのフェルナンデスと対戦し判定負けを喫した。

### 世界選手権
- 2001年世界柔道選手権大会 （ミュンヘン）3位

### 福岡女子国際
- 1996年大会 3位
- 2000年大会 優勝
- 2002年大会 優勝

### アジア選手権
- 1997年大会 準優勝
- 2000年大会 優勝
- 2003年大会 優勝
- 2004年大会 3位

### アジア大会
- 1998年大会 3位
- 2002年大会 準優勝

### その他
- 世界ジュニア柔道選手権大会（1996年）優勝
- ハンガリー国際（1998年）優勝
- フランス国際（2001年-2002年）優勝

- 全国中学校柔道大会（1991年-1993年）優勝（大会史上唯一の三連覇）
- 全国高校選手権（1995年、1996年）優勝（二連覇）
- 全日本学生体重別選手権（1997年）優勝
- 全日本女子柔道選抜体重別選手権（1998年-2002年）優勝

### JAWA全日本アームレスリング選手権大会
- JAWA日本アームレスリング連盟主催の2005年大会60 kg級レフトハンド、ライトハンドで共に準優勝

FBS福岡放送の企画で、福岡市在住のアームレスリング日本チャンピオン（65 kg超級レフト）の中田美沙子の密着取材中、突如沸いて出た企画でジャージも用意していない飛び入り参加にもかかわらず、柔道五輪銅メダリストの地力を見せた。